# گمینا فایسواویتسه
گمینا فایسواویتسه (به لهستانی:  Gmina Fajsławice) یک گمینا در لهستان است که در شهرستان کراسنستاف واقع شده‌است. گمینا فایسواویتسه ۷۰٫۶۹ کیلومتر مربع مساحت و ۵٬۰۶۲ نفر جمعیت دارد.